# Cecil Madigan
Pour les articles homonymes, voir Madigan.
Cecil Thomas Madigan, né le 15 octobre 1889 à Renmark et mort le 14 janvier 1947, est un explorateur et géologue australien.

## Biographie
Après avoir étudié au Prince Alfred College d'Adélaïde et à l'Université d'Adélaïde, il a remporté une bourse Rhodes en 1911 pour étudier la géologie au Magdalen College de l'université d'Oxford.
En 1911, il a été invité à participer en tant que météorologue à l'expédition antarctique australasienne de Sir Douglas Mawson. Il a reçu la Médaille polaire à son retour et, plus tard, servi avec les Royal Engineers en France pendant la Première Guerre mondiale.
En 1939, il a dirigé la première grande expédition à travers le désert de Simpson, le nommant d'après le président de la Royal Geographical Society of South Australia.
Pendant de nombreuses années, il a travaillé comme lecteur en géologie à l'université d'Adélaïde.
Il a notamment publié Central Australia (1944) et Crossing the Dead Heart (1946).